# Karel Holas
Karel Holas (* 18. dubna 1961 Svitavy) je český houslista, skladatel a zpěvák. V Brně vystudoval konzervatoř. Dříve spolupracoval se skupinami Etc..., Dobrohošť, hostoval také ve skupině Tři sestry. Je jedním ze zakládajících členů skupiny České srdce. V současné době je členem skupiny Čechomor, ve které hraje na pětistrunné housle a zpívá.

## Diskografie
- České srdce (České srdce) (1991)
- Srdce z Avalonu (České srdce) (1993)
- Again (Alan Stivell) (1993)
- Pohřebiště hitů (České srdce) (1994)
- Mezi horami (Českomoravská hudební společnost) (1996)
- Oheň voda vzduch (České srdce) (1998)
- Čechomor (Českomoravská hudební společnost) (2000)
- Proměny (Čechomor) (2001)
- Rok Ďábla (Čechomor) (2002)
- Live (Čechomor) (2002)
- Proměny tour 2003 (Čechomor) (2003)
- Co sa stalo nové (Čechomor) (2005)
- Příběhy obyčejného šílenství (filmová hudba) – (2005)
- Stalo sa živě (Čechomor) (2006)
- Sváteční Čechomor (Čechomor) (2007)
- Svatba na bitevním poli (Čechomor) (2007)
- Pověsti moravských hradů a zámků (Čechomor) (2008)
- Missive To An Angel From The Halls Of Infamy And Allure (David J) (2019)